# Гладий, Евгения Григорьевна
Евгения Григорьевна Гладий (укр. Євгенія Григорівна Гладій; род. 7 декабря 1982, Киев) — украинская и литовская актриса театра и кино.

## Биография
Родилась в 1982 году в Киеве в семье актёра и театрального режиссёра Григория Гладий.
В 2007 году окончила Киевский национальный университет театра, кино и телевидения имени Карпенко-Карого (курс Николая Рушковского).
По окончании учёбы играла в Киеве в Театре на Подоле (2007—2009), затем в Москве в театра «Театр.doc» (2009—2010).
С 2011 года — актриса Вильнюсского старого театра Литвы.
С начала 2000-х годов снимается в кино и сериалах.

## Награды и премии
В 2015 году стала лауреатом премии «Телетриумф» в категории «За лучшую женскую роль» за роль в телесериале «Ловушка».

## Избранная фильмография
- 2003 — Эвиленко / Evilenko (Италия) — Рулана
- 2004 — Русское лекарство (Россия) — Юля
- 2006 — Опер Крюк (Украина) — Ирина, внучка Щербакова
- 2009 — Охота на Вервольфа (Украина) — Катерина Тихомирова, снайпер
- 2010 — Платон Ангел (Украина) — Клава, врач, жена Маляра
- 2011 — «Кедр» пронзает небо (Россия) — Мари, жена фон Брауна
- 2012 — Личная жизнь следователя Савельева (Россия, Украина) — Эмма Смурова, известная волейболистка
- 2014 — Перелётные птицы (Россия) — Таня Гудимова, невеста Гудини
- 2016 — 8 лучших свиданий (Россия, Украина) — хозяйка брачного агентства «Идеальная пара»